# Gaienhofen
Gaienhofen település Németországban, azon belül Baden-Württembergben. Lakosainak száma 3424 fő (2023. december 31.).

## Népesség
A település népessége az elmúlt években az alábbi módon változott:
| Lakosok száma | 1844 | 2413 | 2705 | 3833 | 2768 | 3173 | 3060 | 3207 | 3207 | 3424 |
|               | 1961 | 1967 | 1974 | 1980 | 1987 | 1993 | 2000 | 2006 | 2013 | 2023 |